# Peter Charles
Peter Charles (n. 18 ianuarie 1960, Liverpool, Anglia, Regatul Unit) este un sportiv ce a reprezentat Regatul Unit al Marii Britanii și al Irlandei de Nord, medaliat olimpic. A participat la 3 ediții ale Jocurilor Olimpice (1992, 1996, 2012) în care a câștigat o medalie de aur.